# Donji Morinj
Donji Morinj (en serbe cyrillique : Доњи Морињ) est un village du sud-ouest du Monténégro, dans la municipalité de Kotor.

## Démographie

### Évolution historique de la population
| 1948 | 1953 | 1961 | 1971 | 1981 | 1991 | 2003 |
| ---- | ---- | ---- | ---- | ---- | ---- | ---- |
| 259  | 247  | 250  | 243  | 257  | 245  | 261  |